# Lillehammer
Lillehammer är en tätort och stad som utgör centralort i Lillehammers kommun i Innlandet fylke i östra Norge. Staden är centrum för administrationen och skolväsendet i Gudbrandsdalen, liksom den är servicecenter för dalgången. Den största industrin i Lillehammer är Mesna bruk A/S, som tillverkar knivar, sågar m.m.
Lillehammer stod som värd för Olympiska vinterspelen 1994 och Paralympiska vinterspelen 1994. Lillehammer ligger på båda sidorna av den norra delen av Norges största insjö, Mjøsa.
Staden är även omtalad för ett spektakulärt mord, den så kallade "Lillehammersaken", som utfördes av Mossad den 21 juli 1973.
Lillehammer fick stadsrättigheter den 7 augusti 1827, och 1894 fick staden järnvägsförbindelse med Oslo.
Den 20 november 2004 anordnades Junior Eurovision Song Contest 2004 i Lillehammer.

## Massmedier
Den norska privata radiostationen P4 Radio Hele Norge har sitt huvudkontor i Lillehammer.
Den norsk-amerikanska tv-serien "Lilyhammer" utspelar sig i Lillehammer. Den handlar om den amerikanske maffioson Frank Tagliano/Giovanni "Johnny" Henriksen, som kommer till Lillehammer i FBI:s vittnesskyddsprogram och snabbt fastnar i kriminell verksamhet igen. Serien har sänts i Tyskland sedan april 2013 på TNT Series, sedan oktober 2014 på Arte och sedan juli 2015 på Netflix.